# Constante de Meissel-Mertens
La constante de Meissel-Mertens, también conocida como constante de Mertens, constante de Kronecker, constante de Hadamard-de la Vallée-Poussin y constante de los inversos de los números primos, es una constante matemática, empleada principalmente en teoría de números, y que se define como el límite de la diferencia entre la serie armónica, sumada sólo en el conjunto de los números primos, y el logaritmo natural del logaritmo natural:
{\displaystyle M=\lim _{n\rightarrow \infty }\left(\sum _{p\leq n}{\frac {1}{p}}-\ln(\ln(n))\right)=\gamma +\sum _{p}\left[\ln \left(1-{\frac {1}{p}}\right)+{\frac {1}{p}}\right]}
Aquí, γ es la constante de Euler-Mascheroni, que se define de forma parecida aunque la suma recorre todos los números naturales, no sólo los primos.
La constante de Meissel-Mertens vale aproximadamente
M ≈ 0.2614972128476427837554268386086958590516... ((sucesión A077761 en OEIS))
Se puede considerar el hecho de que haya dos logaritmos (logaritmo del logaritmo) en el límite que fija la constante como una consecuencia de la combinación del teorema de los números primos y el límite de la constante de Euler-Mascheroni.